# NGC 7009
NGC 7009 (také známá jako mlhovina Saturn nebo Caldwell 55) je planetární mlhovina v souhvězdí Vodnáře. Objevil ji britský astronom William Herschel 7. září 1782 pomocí dalekohledu, který si sám sestrojil, na zahradě jeho domu v Datchetu v Anglii a byl to jeden z jeho prvních objevů při prohlídce oblohy. Mlhovina má v malém amatérském dalekohledu zelenožlutý odstín. 
Původcem mlhoviny byla hvězda s nízkou hmotností, která odvrhla svůj vnější obal do okolí a tím vytvořila mlhovinu. Nyní je z hvězdy jasný bílý trpaslík se zdánlivou magnitudou 11,5. Mlhovina získala svůj název díky tvaru, který připomíná planetu Saturn, když jsou její prstence namířené hranou k pozorovateli. Pojmenoval ji tak William Parsons po roce 1840, kdy už byly dalekohledy tak kvalitní, že v nich mohla být rozeznána podobnost této mlhoviny s planetou Saturn. William Henry Smyth ji označil za jednu ze Struveho devítky "vzácných nebeských objektů".
Mlhovina Saturn je složitá planetární mlhovina a obsahuje mnoho morfologických a kinematických prostorových podsystémů, jako například halo, výtrysky, mnoho obálek, dva výběžky (držadla) a drobná vlákna a uzlíky. Dva výběžky nemíří přímo ze středové hvězdy.
I když jsou výstupky nejnápadnější právě na této mlhovině, jsou viditelné i na dalších planetárních mlhovinách, včetně NGC 3242, NGC 6543 - Kočičí oko a NGC 2371-2.
Vzdálenost mlhoviny není přesně známa. Sabbadin s kolegy odhadl v roce 2004 její vzdálenost na 4 600 světelných let (1,4 kpc) a v roce 1963 ji O'Dell odhadl na 3 900 světelných let (1,2 kpc), což ukazuje na skutečný průměr celého objektu přibližně 0,5 světelného roku.
Centrální hvězdou je velmi horký namodralý bílý trpaslík s teplotou 55 000 K, který má absolutní magnitudu +1,5, to je přibližně 20 slunečních zářivostí. Silné ultrafialové záření centrální hvězdy způsobuje dvojitou ionizaci atomů kyslíku, které následně vydávají zelené světlo, díky kterému má mlhovina typické světélkující zelené zbarvení. Celý objekt má zdánlivou magnitudu 8 a pohybuje se rychlostí 45 km/s směrem k Zemi.
Mlhovina se na obloze nachází 1 stupeň západně od hvězdy Ný Aquarii a 2 stupně severovýchodně od hvězdokup Messier 73 a Messier 72. Hlavní část má rozměry 25″ × 17″ a vnější obálka se rozpíná na vzdálenost 41″ × 35″. Objekt je součástí mnoha seznamů nejlepších nebeských objektů k pozorování.

## Galerie obrázků

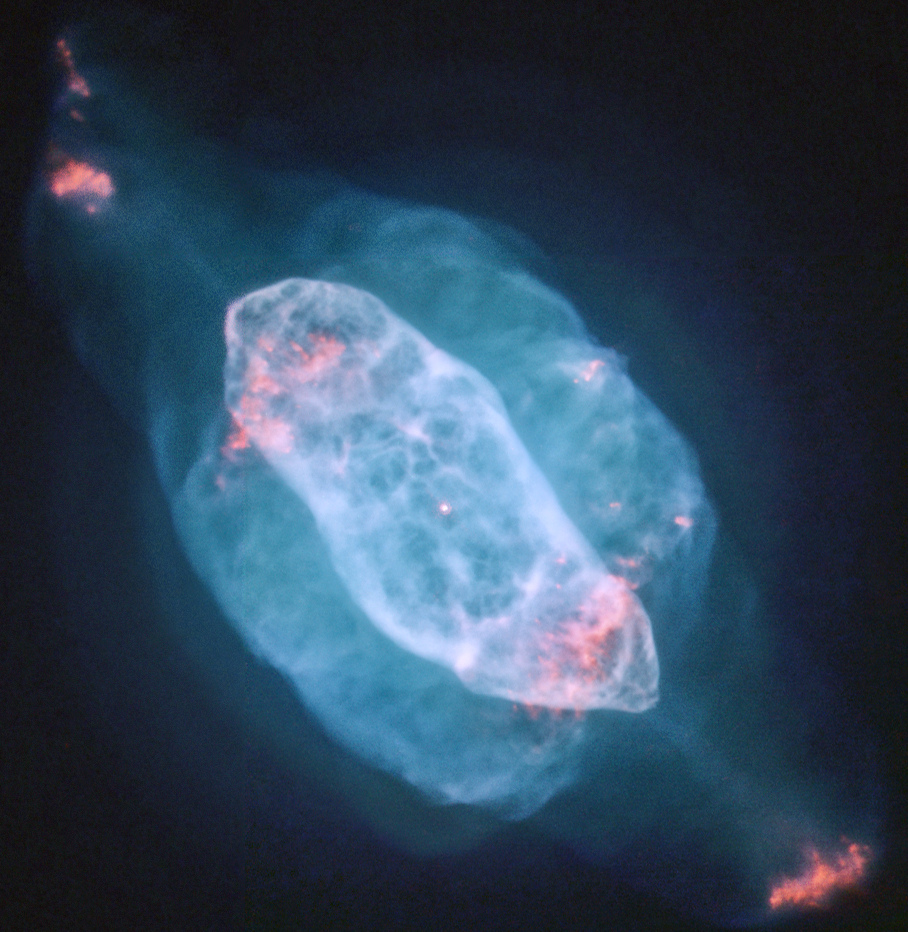
Snímek z Hubbleova vesmírného dalekohledu upravený kvůli zvýraznění vnějších obálek.